# Saint-Marcel (Indre)
Pour les articles homonymes, voir Saint-Marcel  pour les toponymes ou saint Marcel  pour les saints chrétiens.
Saint-Marcel est une commune française située dans le département de l'Indre, en région Centre-Val de Loire.

## Géographie

### Localisation
La commune est située dans le sud du département,, dans la région naturelle du Boischaut Sud.
Sa préfecture Châteauroux est à 30 km au nord-est. Sa sous-préfecture Argenton-sur-Creuse est à 2 km au sud, limitrophe mais en rive gauche de la Creuse. Les autres sous-préfectures sont Le Blanc (34 km à l'ouest), La Châtre (37 km à l'est) et Issoudun (53 km au nord-est, après Châteauroux).
Saint-Marcel est également limitrophe du parc naturel régional de la Brenne, qui commence à l'ouest sur Thenay.

### Communes limitrophes
Les communes limitrophes sont : Argenton-sur-Creuse (2 km au sud), 
Thenay (7 km à l'ouest)
Le Pont-Chrétien-Chabenet (4 km au nord-ouest), 
Tendu (6 km au nord-est) et 
Le Pêchereau (4 km) au sud-est
,,.

### Hameaux et lieux-dits
Les hameaux sont assez nombreux sur la commune. La vallée de la Mage inclut la Forêt Chauve, la Martine, le Génétoux, le Contour, le Moulinet. Juste au sud de Saint-Marcel se trouve la Garenne, haut-lieu préhistorique et historique. Saint-Marin est dans l'ouest de la commune, Bordesoule dans le nord. La Grange à Mas est au nord-est sur la D920, la Bigaillonne un peu plus à l'est, et le Pont de Mont en bordure de commune au nord sur la rive de la Bouzanne. Autour du bourg on trouve les Douces, les Pommeurs, les Courates ; et quelques autres disséminés.

### Géologie et hydrographie
Saint-Marcel inclut une cavité souterraine naturelle nommée « Grotte de Saint-Marcel n° 1 » (voir « Liste des cavités naturelles les plus longues de l'Indre »).
La commune est classée en zone de sismicité 2, correspondant à une sismicité faible.
Le territoire communal est arrosé par les rivières Creuse, Bouzanne et La Mage.

### Climat
Pour des articles plus généraux, voir Climat du Centre-Val de Loire et Climat de l'Indre.
En 2010, le climat de la commune est de type climat océanique dégradé des plaines du Centre et du Nord, selon une étude du CNRS s'appuyant sur une série de données couvrant la période 1971-2000. En 2020, Météo-France publie une typologie des climats de la France métropolitaine dans laquelle la commune est exposée à un climat océanique altéré et est dans une zone de transition entre les régions climatiques « Centre et contreforts nord du Massif Central » et « Ouest et nord-ouest du Massif Central ».
Pour la période 1971-2000, la température annuelle moyenne est de 11,6 °C, avec une amplitude thermique annuelle de 15,3 °C. Le cumul annuel moyen de précipitations est de 787 mm, avec 11,8 jours de précipitations en janvier et 7,4 jours en juillet. Pour la période 1991-2020, la température moyenne annuelle observée sur la station météorologique de Météo-France la plus proche, « Éguzon », sur la commune d'Éguzon-Chantôme à 18 km à vol d'oiseau, est de 12,1 °C et le cumul annuel moyen de précipitations est de 934,4 mm,. Pour l'avenir, les paramètres climatiques de la commune estimés pour 2050 selon différents scénarios d'émission de gaz à effet de serre sont consultables sur un site dédié publié par Météo-France en novembre 2022.

### Voies de communication et transports
L'autoroute A 20 (« l'Occitane ») passe par le territoire communal qui héberge deux échangeurs : no 17a au nord de la commune, qui permet sortie et entrée pour la circulation venant du nord et vers le nord ; et no 17b à l'ouest du bourg, permettant entrée et sortie pour la circulation vers le sud et venant du sud.
On trouve aussi les routes départementales : 48, 48B, 100, 132, 137, 927, 927A et 927E,.
La ligne des Aubrais - Orléans à Montauban-Ville-Bourbon passe par le territoire communal. La gare ferroviaire la plus proche est la gare d'Argenton-sur-Creuse, à 1,6 km.
Saint-Marcel est desservie par la ligne N du Réseau de mobilité interurbaine.
L'aéroport le plus proche est l'aéroport de Châteauroux-Centre, à 37 km.
Le territoire communal est traversé par la voie verte des Vallées.

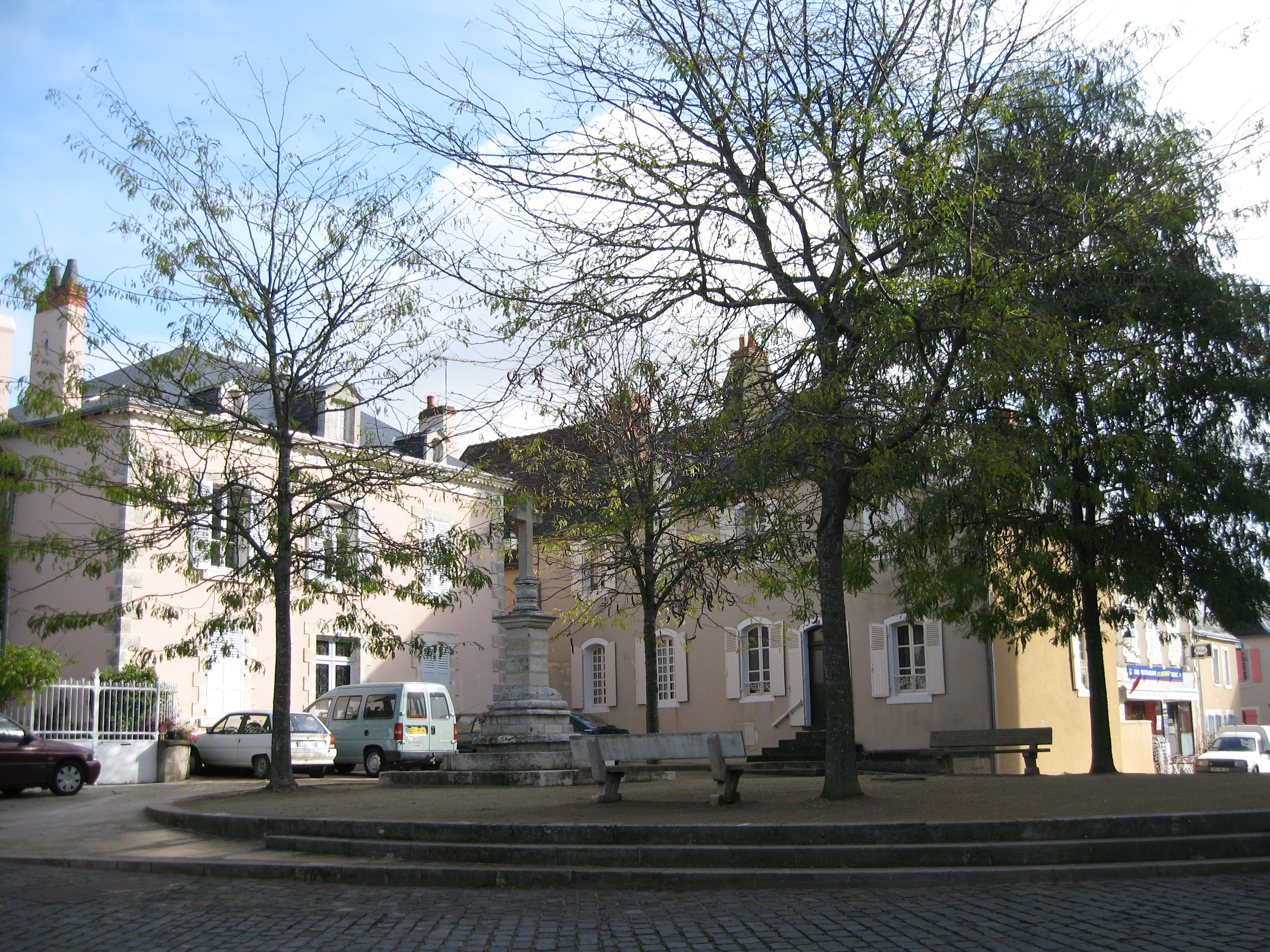
La place de l'Église en 2009.
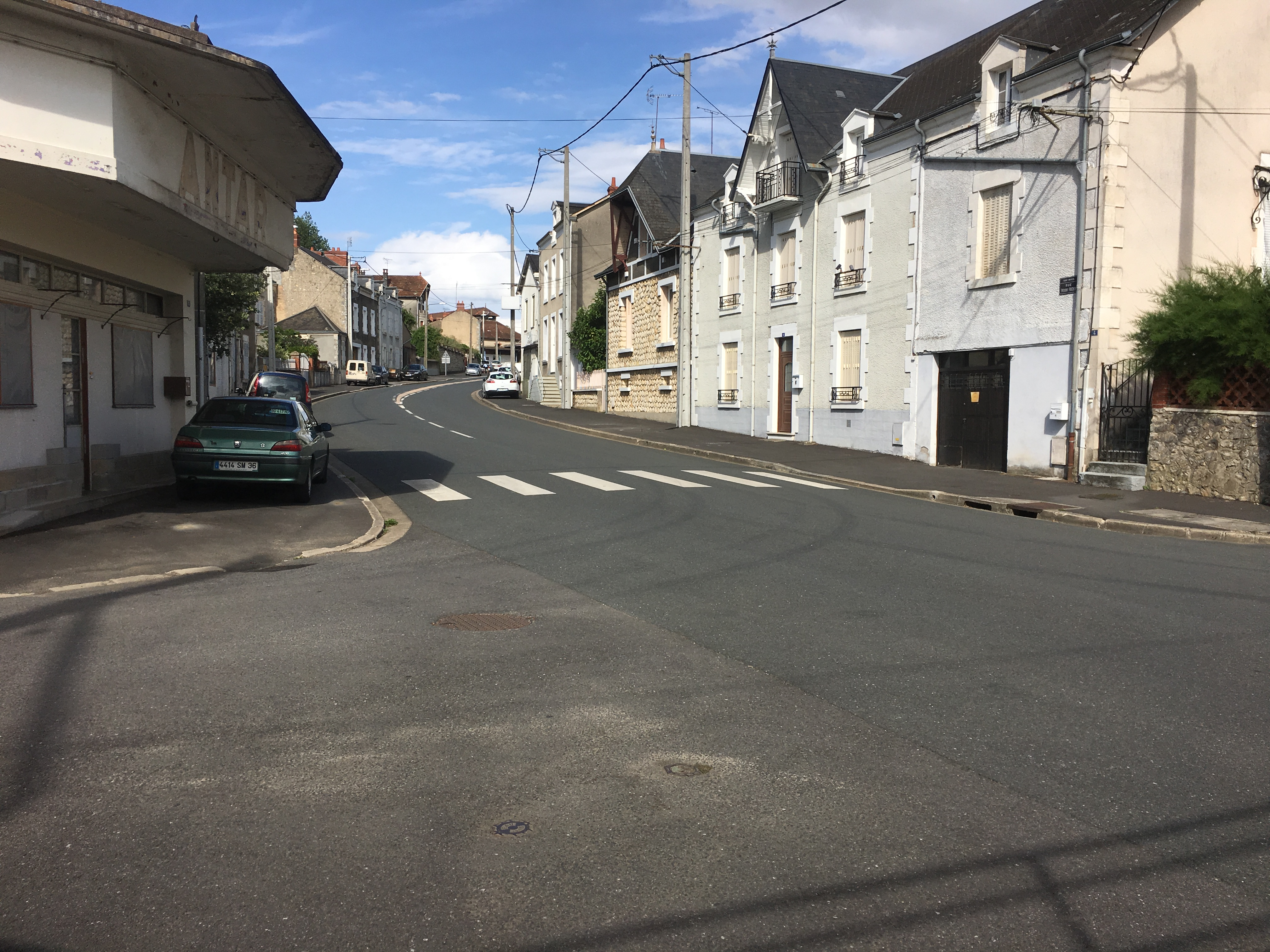
La rue Président-Fruchon en 2017.
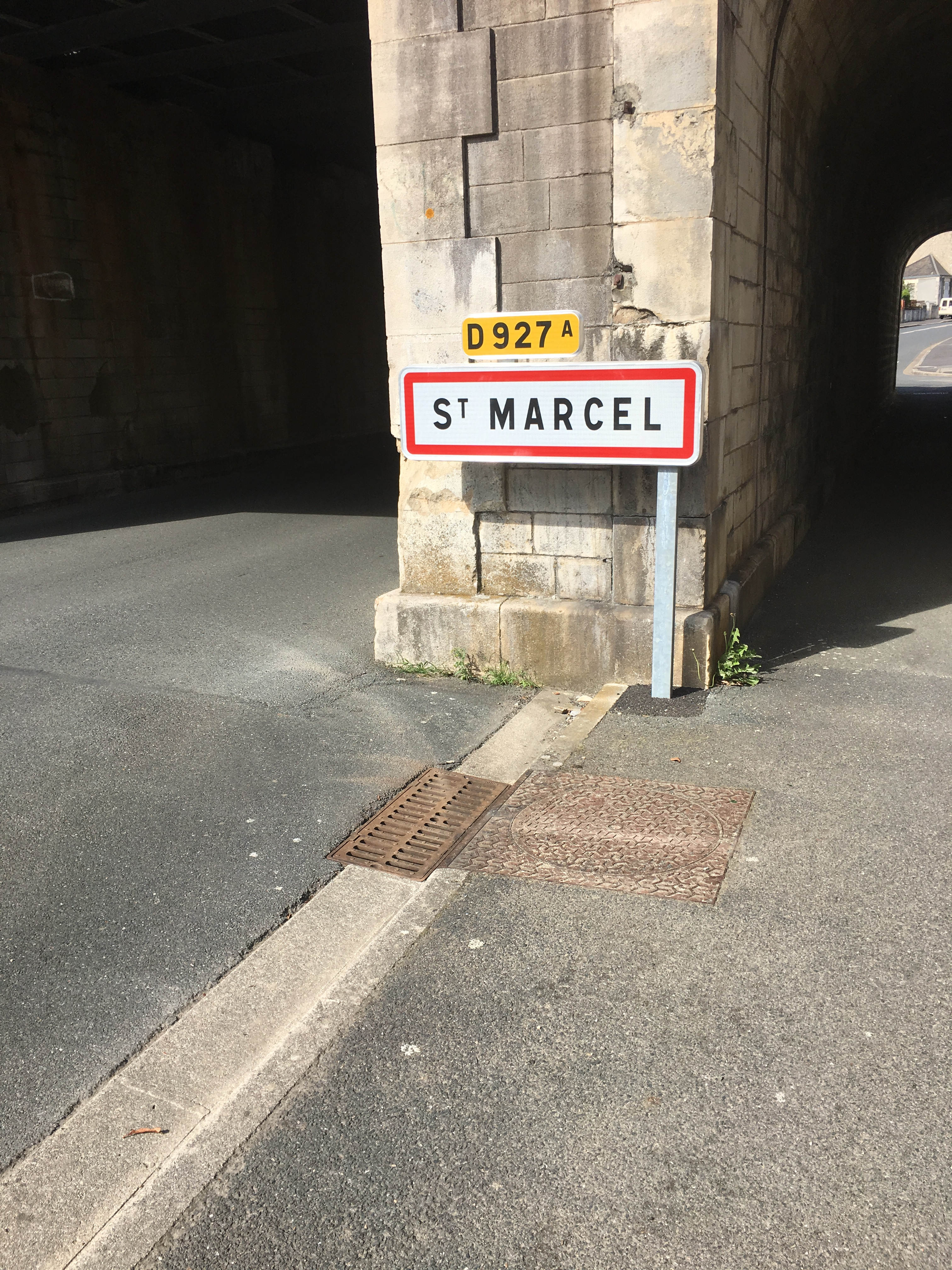
Le panneau d'entrée d'agglomération en 2017.

### Réseau électrique
La commune possède un poste source sur son territoire.

## Urbanisme

### Typologie
Au 1er janvier 2024, Saint-Marcel est catégorisée petite ville, selon la nouvelle grille communale de densité à sept niveaux définie par l'Insee en 2022.
Elle appartient à l'unité urbaine d'Argenton-sur-Creuse, une agglomération intra-départementale regroupant trois  communes, dont elle est une commune de la banlieue,,. Par ailleurs la commune fait partie de l'aire d'attraction de Châteauroux, dont elle est une commune de la couronne,. Cette aire, qui regroupe 71 communes, est catégorisée dans les aires de 50 000 à moins de 200 000 habitants,.

### Occupation des sols
L'occupation des sols de la commune, telle qu'elle ressort de la base de données européenne d’occupation biophysique des sols Corine Land Cover (CLC), est marquée par l'importance des territoires agricoles (66,4 % en 2018), en augmentation par rapport à 1990 (65,4 %). La répartition détaillée en 2018 est la suivante : 
terres arables (30,3 %), forêts (24,5 %), zones agricoles hétérogènes (22,4 %), prairies (13,7 %), zones urbanisées (7,5 %), zones industrielles ou commerciales et réseaux de communication (1,7 %). L'évolution de l’occupation des sols de la commune et de ses infrastructures peut être observée sur les différentes représentations cartographiques du territoire : la carte de Cassini (XVIIIe siècle), la carte d'état-major (1820-1866) et les cartes ou photos aériennes de l'IGN pour la période actuelle (1950 à aujourd'hui).

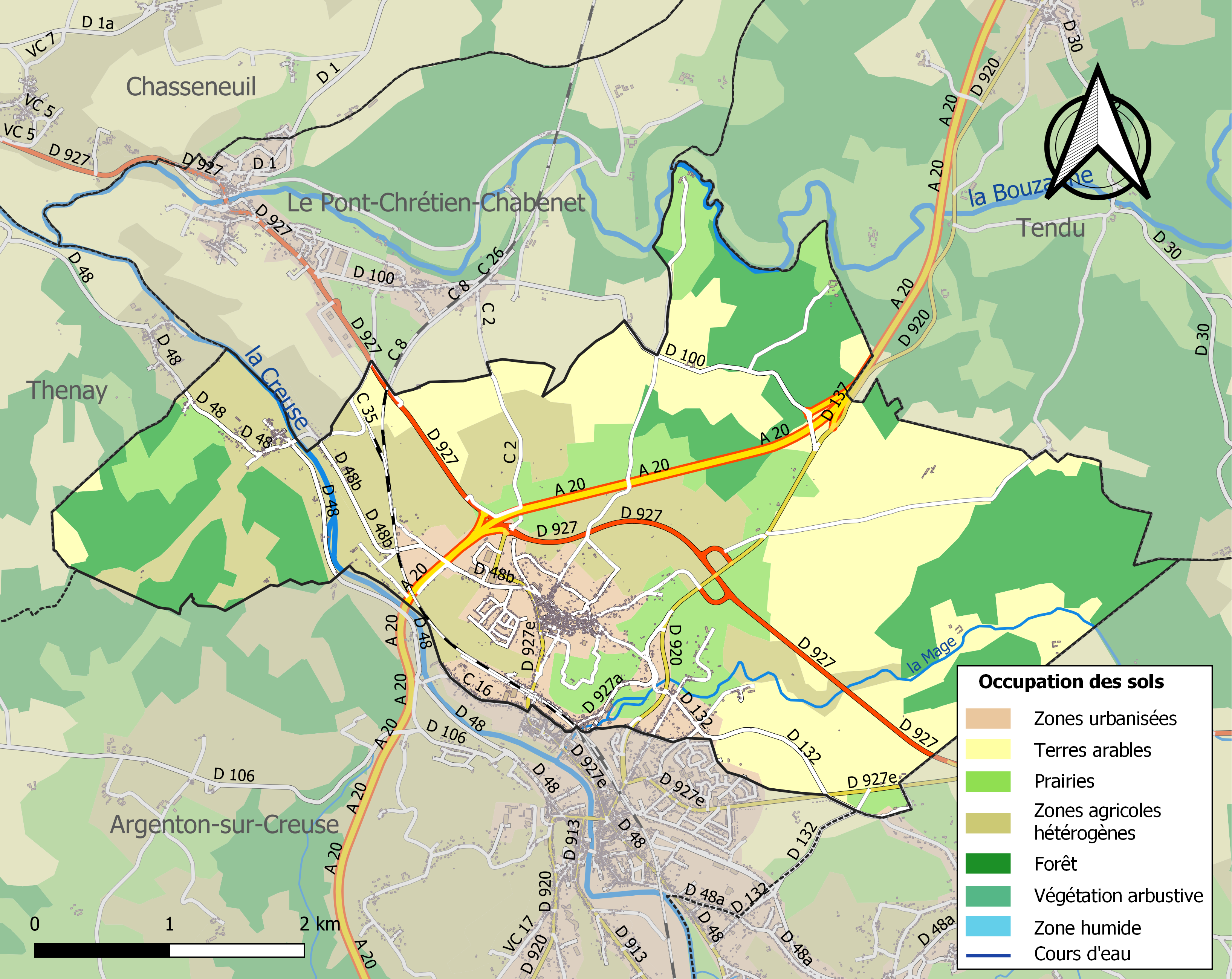
Carte des infrastructures et de l'occupation des sols de la commune en 2018 (CLC).

### Logement
Le tableau ci-dessous présente le détail du secteur des logements de la commune :
| Date du relevé                                              | 2013   |
| Nombre total de logements                                   | 981    |
| Résidences principales                                      | 77,4 % |
| Résidences secondaires                                      | 10 %   |
| Logements vacants                                           | 12,6 % |
| Part des ménages propriétaires de leur résidence principale | 77,9 % |

### Risques majeurs
Le territoire de la commune de Saint-Marcel est vulnérable à différents aléas naturels : météorologiques (tempête, orage, neige, grand froid, canicule ou sécheresse), inondations, feux de forêts, mouvements de terrains et séisme (sismicité faible). Il est également exposé à deux risques technologiques,  le transport de matières dangereuses et la rupture d'un barrage. Un site publié par le BRGM permet d'évaluer simplement et rapidement les risques d'un bien localisé soit par son adresse soit par le numéro de sa parcelle.

#### Risques naturels
Certaines parties du territoire communal sont susceptibles d’être affectées par le risque d’inondation par débordement de cours d'eau, notamment la Bouzanne et la Creuse. La commune a été reconnue en état de catastrophe naturelle au titre des dommages causés par les inondations et coulées de boue survenues en 1982, 1990, 1999, 2006 et 2008,.
Pour anticiper une remontée des risques de feux de forêt et de végétation vers le nord de la France en lien avec le dérèglement climatique, les services de l’État en région Centre-Val de Loire (DREAL, DRAAF, DDT) avec les SDIS ont réalisé en 2021 un atlas régional du risque de feux de forêt, permettant d’améliorer la connaissance sur les massifs les plus exposés. La commune, étant pour partie dans le massif de Luzeraize, est classée au niveau de risque 4, sur une échelle qui en comporte quatre (1 étant le niveau maximal).

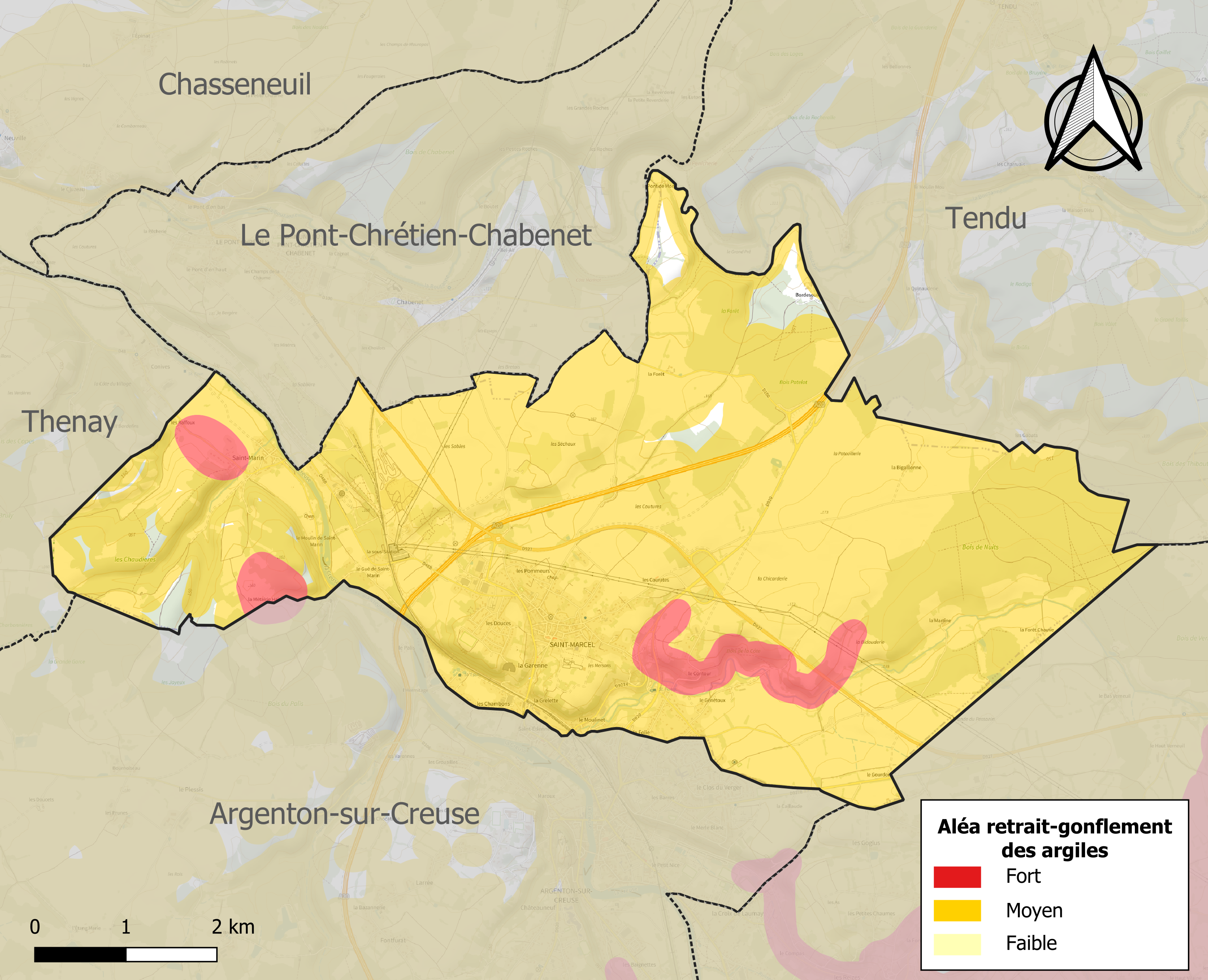
Carte des zones d'aléa retrait-gonflement des sols argileux de Saint-Marcel.

Les mouvements de terrains susceptibles de se produire sur la commune sont des tassements différentiels.
Le retrait-gonflement des sols argileux est susceptible d'engendrer des dommages importants aux bâtiments en cas d’alternance de périodes de sécheresse et de pluie. 97,4 % de la superficie communale est en aléa moyen ou fort (84,7 % au niveau départemental et 48,5 % au niveau national). Sur les 961 bâtiments dénombrés sur la commune en 2019, 959 sont en aléa moyen ou fort, soit 100 %, à comparer aux 86 % au niveau départemental et 54 % au niveau national. Une cartographie de l'exposition du territoire national au retrait gonflement des sols argileux est disponible sur le site du BRGM,.
Concernant les mouvements de terrains, la commune a été reconnue en état de catastrophe naturelle au titre des dommages causés par la sécheresse en 1989, 1991, 1993 et 2018 et par des mouvements de terrain en 1999.

#### Risques technologiques
Le risque de transport de matières dangereuses sur la commune est lié à sa traversée par des infrastructures routières ou ferroviaires importantes ou la présence d'une canalisation de transport d'hydrocarbures. Un accident se produisant sur de telles infrastructures est en effet susceptible d’avoir des effets graves au bâti ou aux personnes jusqu’à 350 m, selon la nature du matériau transporté. Des dispositions d’urbanisme peuvent être préconisées en conséquence.
La commune est en outre située en aval du Barrage d'Éguzon, de classe A et faisant l'objet d'un PPI, mis en eau en 1926, d’une hauteur de 58 mètres et retenant un volume de 57,3 millions de mètres cubes. À ce titre elle est susceptible d’être touchée par l’onde de submersion consécutive à la rupture de cet ouvrage.

## Toponymie
La commune est mentionnée pour la première fois sous la forme Argantomago sur deux documents routiers, la Table de Peutinger et l'Itinéraire d'Antonin. La signification du nom d'Argentomagus est assez claire, puisque Albert Dauzat y voit l'association des mots gaulois argantos, signifiant l'argent (ou du latin argentum, même sens) et de gaulois magos, marché, champ. Le nom voudrait alors dire le champ ou plutôt le marché de l'argent.
Au cours de la Révolution française, la commune porta provisoirement le nom de Côte-Franche.
Ses habitants sont appelés les Pitolats.

## Histoire

### Préhistoire
La présence de la rivière Creuse, de la forêt et d'un abondant gibier ont permis l’installation humaine sur ce territoire dès les temps préhistoriques.
Grottes de la Garenne
Le site de la Garenne comprend trois cavités : le Grand abri, la grotte Blanchard (ne pas confondre avec l'abri Blanchard à Sergeac, Dordogne) et la grotte Chapelle.
En 1898, Breuil et Benoist établissent une stratigraphie (probablement du Grand Abri puisque la grotte Blanchard n'est découverte qu'en 1957).
Il est fouillé à partir de 1946 jusqu'en 1976 par le Dr Jacques Allain, qui se concentre particulièrement sur la grotte Blanchard, en compagnie de son ami J. Descouts.

#### Grand abri
Le Grand abri est fouillé à partir de 1946 par J. Allain. Il a une forme d'entonnoir d'environ 8 m de diamètre. Il s'enfonce en oblique dans le coteau et se prolonge par un boyau profond qui rejoint la grotte Blanchard sous-jacente. Ce boyau a été bouché avant le Magdalénien V. La grotte Blanchard et le Grand abri ont été occupés avant la formation de ce bouchon ; l'occupation a perduré ensuite dans le Grand abri, qui est occupé à partir du Magdalénien IV (niveau 4) jusqu'à la fin du Magdalénien V (niveau 7 bis, à la jonction Magdalénien V-VI).
La première occupation de ces deux formations est au Magdalénien IV (niveaux stratigraphiques 1 à 4) ; à cette époque l'habitat est dense et permanent. Les niveaux 5 à 7 sont du Magdalénien V et correspondent plus vraisemblablement à des haltes temporaires.
Ces deux grottes ont livré 26 lampes connues (nombre en 1987), dont une rare provenant du Grand abri, façonnée de telle façon qu'elle pouvait porter quatre mèches. Trouvée le 10 octobre 1948, elle faisait partie des collections du Musée de l'Association pour la Sauvegarde du site d'Argentomagus (Saint-Marcel) en 1987.

#### Grotte Blanchard et le Magdalénien à navettes
Découverte
La grotte Blanchard est découverte le 10 juin 1957 par MM. Blanchard et Descouts.
Stratigraphie
La stratigraphie de la grotte Blanchard comprend six niveaux successifs porteurs de cet assemblage, ce qui indique une remarquable constance dans le temps. 

Le seuil de la grotte présente trois niveaux d'habitat superposés (1, 2 et 3) datant du Magdalénien IV ; la couche 1 est inexistante à l'intérieur de la grotte. Selon Rigaud (1977), la couche 4 est notablement plus importante que les autres couches.
Le Magdalénien à navettes
À partir de ses fouilles dans cette grotte, Allain définit le Magdalénien à navettes et en fait l'analyse technologique, typologique et culturelle, sur la base d'un ensemble de caractères typologiques communs :
- sagaies à double biseau,
- navettes,
- concepts artistiques originaux :
- rareté de l'art animalier naturaliste,
- figurations sexuelles fréquentes, préférence marquée pour le thème de la face humaine,
- décors en cupules.

Bâton percé atypique
Un sondage de 1957 a livré, dans une couche de détritus sur pente épaisse de 15 cm, un petit bâton percé de 10 cm de long, façonné dans une lame de bois de cerf détachée par double sciage parallèle, porteur de plusieurs curiosités : 

le trou n'est pas, contrairement à l'habitude, percé à hauteur d'un départ d'andouiller ; 

il est sculpté pour représenter une figue humaine vue de face, un angle de vue très rarement rencontré dans les figurations humaines de cette période ; 

le nez est, très exceptionnellement, représenté par une double ondulation figurant les narines.
Grotte ornée
La grotte est ornée de gravures, dont une petite tête de cheval de 10 cm de longueur. Le parois portent aussi des traces de peintures rouges et noires.
Têtes de sagaies dans les fentes des parois
Certaines fentes du rocher sont piquetées de têtes de sagaies en bois de renne ; plus de 15 sagaies sont visibles, l'une d'elles étant accompagnée d'une lame de silex.
Datations
Selon Vialou (1997), des datations radiométriques ont été tentées au temps des fouilles Allain mais se sont avérées défaillantes. Les datations d'Allain sont donc basées sur le stratigraphie, les études techno-typologiques des industries lithiques et osseuses, et l'étude palynologique.

### Protohistoire
Au VIe siècle av. J.-C., un peuple gaulois, les Bituriges, a colonisé les rives de la Creuse. Leur présence est encore établie au temps de la conquête romaine. Les Celtes établissent un oppidum sur le site.[réf. nécessaire]

### Antiquité

#### La conquête romaine et le développement de la ville pendant le Haut-Empire
Argentomagus est un oppidum des Bituriges qui a été occupé par les Romains. Il se rend à César en 51 av. J.-C. Pendant l’Empire romain, c’est une cité importante comptant pas moins de 5 000 habitants. Les recherches archéologiques ont mis au jour de nombreux vestiges de cette époque : la fontaine monumentale, la plus vaste de Gaule actuellement connue, théâtre et amphithéâtre, une zone cultuelle.[réf. nécessaire]
Des ruines de l'occupation romaine, des IIe et IIIe siècles principalement, sont visibles aujourd'hui : un théâtre bien conservé, une villa romaine, une nécropole, une fontaine et des thermes. Il y a un musée exposant des objets retrouvés, parmi lesquels on peut voir des statuettes, des poteries, des pièces, des jouets, des décors muraux.[réf. nécessaire]
Le sanctuaire des Mersans comprend au moins trois temples. L'agglomération antique a livré cinq exemplaires de statues identifiées comme des dieux gaulois, de style et d'imagerie variés. Celle provenant du temple no 3 porte des anneaux de bras et ce qui est peut-être un couvre-nuque ; ses vêtements et parures le rapprochent des statues de guerriers trouvées en Gaule du Sud, notamment celle de Glanum à Saint-Rémy-de-Provence, mais l’écart de date engendre des questions sur l'évolution de ce genre de représentations dans l'utilisation religieuse.

#### La christianisation au Bas-Empire
D'après la légende, Marcel n'avait que quinze ans tandis qu'Anastase était parvenu à l'âge mûr. Venant de Rome et se dirigeant vers Toulouse, les deux missionnaires s'arrêtèrent dans une maison du faubourg d'Argentomagus. Là, Marcel accomplit un premier prodige en rendant la santé à un misérable enfant sourd, aveugle, muet et boiteux de surcroît… Puis, renouvelant le miracle des Noces de Cana, il transforma l'eau en vin au grand émerveillement du voisinage assemblé. Instruit de l'effervescence qui agita le quartier après ces deux miracles, Héracle, le préteur de la ville, fit bientôt comparaître le thaumaturge et son compagnon et les somma d'abjurer leur foi.
Irrité par leur refus de sacrifier à Apollon, Hercule et Diane, les divinités vénérées dans le temple, Héracle livra Marcel au supplice du chevalet puis du gril sur des braises ardentes. L'adolescent supporta toutes ces épreuves avant de demander à être conduit à l'entrée du sanctuaire. Là, devant une foule considérable, Marcel ordonna à Apollon de sortir du temple. La divinité s'exécuta et, poussant un long rugissement, s'évanouit dans un nuage de soufre. Alors le saint pénétra dans le temple. Aussitôt les statues des idoles tombent de leur piédestal et viennent se briser à ses pieds.
Après avoir été une nouvelle fois livré au supplice, Marcel fut jeté dans un cachot. Le saint fut peu après décapité non sans avoir prophétisé. La tradition prétend en effet que Marcel fut martyrisé et inhumé à l'emplacement de l'église actuelle. Quant à son compagnon, il fut mis à mort sur le chevalet au lieu-dit le clos Saint-Anastase, aujourd'hui le Champ de l'Image.
Quoi qu'il en soit, l'archéologie, ne nous est d'aucun secours, puisque jamais ici le moindre symbole chrétien n'a été observé sur des objets gallo-romains.

#### Le Saint-Marcel médiéval
En l’an 1200, le mariage de Blanche de Castille avec Louis de France réunit les fiefs du Berry au royaume de France. En 1285, la ville et châtellenie de Saint-Marcel passe au pouvoir du prieur.

#### De la fin du Moyen Âge à la Révolution française
À partir du XVe siècle on trouve des mentions de l’enceinte dans les archives, même s’il est probable qu’elles furent édifiées bien avant. La ville de Saint-Marcel compte alors moins de 200 maisons à l’intérieur de ses remparts.[réf. nécessaire]
Au XVIe siècle, malgré les discordes, les guerres de Religion, la peste… Saint-Marcel redevient prospère comme en témoignent les nombreuses constructions de l’époque.[réf. nécessaire]

### XIXeetXXesiècles
Du 27 décembre 1993 au 31 décembre 2016, la commune est rattachée à la communauté de communes du pays d'Argenton-sur-Creuse.

## Politique et administration
La commune dépend de l'arrondissement de Châteauroux, du canton d'Argenton-sur-Creuse, de la deuxième circonscription de l'Indre et de la communauté de communes Éguzon - Argenton - Vallée de la Creuse.
Elle dispose d'un bureau de poste.
Saint-Marcel est jumelée depuis 1981, avec la commune de Tokomadji, en Mauritanie.

### Liste des maires
| Période      | Période        | Identité         | Étiquette | Qualité                                                                |
| ------------ | -------------- | ---------------- | --------- | ---------------------------------------------------------------------- |
| mars 1971    | mars 1989      | Gérard Pornet    |           |                                                                        |
| juin 1995    | mars 2001      | Bernard Mariat   |           |                                                                        |
| mars 2001,   | novembre 2012, | Jean Roy         | dvd       | Conseiller général de l'Indre (2004-2012) Médecin généraliste retraité |
| janvier 2013 | mars 2014      | Jacques Lemerle  | dvd       | Instituteur retraité                                                   |
| mars 2014    | 2020           | Jean-Paul Arnaud | MoDem     | Cadre                                                                  |
| 2020         | En cours       | Jean-Paul Martin |           |                                                                        |

## Population et société

### Démographie
L'évolution du nombre d'habitants est connue à travers les recensements de la population effectués dans la commune depuis 1793. Pour les communes de moins de 10 000 habitants, une enquête de recensement portant sur toute la population est réalisée tous les cinq ans, les populations de référence des années intermédiaires étant quant à elles estimées par interpolation ou extrapolation. Pour la commune, le premier recensement exhaustif entrant dans le cadre du nouveau dispositif a été réalisé en 2005.

En 2022, la commune comptait 1 510 habitants, en évolution de −4,73 % par rapport à 2016 (Indre : −3 %, France hors Mayotte : +2,11 %).
| 1793  | 1800  | 1806  | 1821  | 1831  | 1836  | 1841  | 1846  | 1851  |
| ----- | ----- | ----- | ----- | ----- | ----- | ----- | ----- | ----- |
| 1 261 | 1 649 | 1 610 | 1 998 | 1 973 | 2 096 | 2 072 | 2 177 | 2 680 |

| 1856  | 1861  | 1866  | 1872  | 1876  | 1881  | 1886  | 1891  | 1896  |
| ----- | ----- | ----- | ----- | ----- | ----- | ----- | ----- | ----- |
| 2 293 | 2 356 | 2 420 | 2 425 | 2 436 | 2 576 | 2 747 | 2 570 | 2 455 |

| 1901  | 1906  | 1911  | 1921  | 1926  | 1931  | 1936  | 1946  | 1954  |
| ----- | ----- | ----- | ----- | ----- | ----- | ----- | ----- | ----- |
| 2 527 | 2 631 | 2 518 | 1 539 | 1 529 | 1 543 | 1 620 | 1 782 | 1 791 |

| 1962  | 1968  | 1975  | 1982  | 1990  | 1999  | 2005  | 2006  | 2010  |
| ----- | ----- | ----- | ----- | ----- | ----- | ----- | ----- | ----- |
| 1 795 | 1 668 | 1 591 | 1 683 | 1 687 | 1 641 | 1 642 | 1 647 | 1 552 |

| 2015  | 2020  | 2022  | - | - | - | - | - | - |
| ----- | ----- | ----- | - | - | - | - | - | - |
| 1 583 | 1 505 | 1 510 | - | - | - | - | - | - |

### Enseignement
La commune dépend de la circonscription académique de La Châtre.

### Médias
La commune est couverte par les médias suivants : La Nouvelle République du Centre-Ouest, Le Berry républicain, L'Écho - La Marseillaise, La Bouinotte, Le Petit Berrichon, L'Écho du Berry, France 3 Centre-Val de Loire, Berry Issoudun Première, Vibration, Forum, France Bleu Berry et RCF en Berry.

## Économie
La commune se situe dans l'unité urbaine d’Argenton-sur-Creuse, dans l’aire urbaine d'Argenton-sur-Creuse, dans la zone d’emploi de Châteauroux et dans le bassin de vie d'Argenton-sur-Creuse.
La commune se trouve dans l'aire géographique et dans la zone de production du lait, de fabrication et d'affinage du fromage Valençay.

## Culture locale et patrimoine

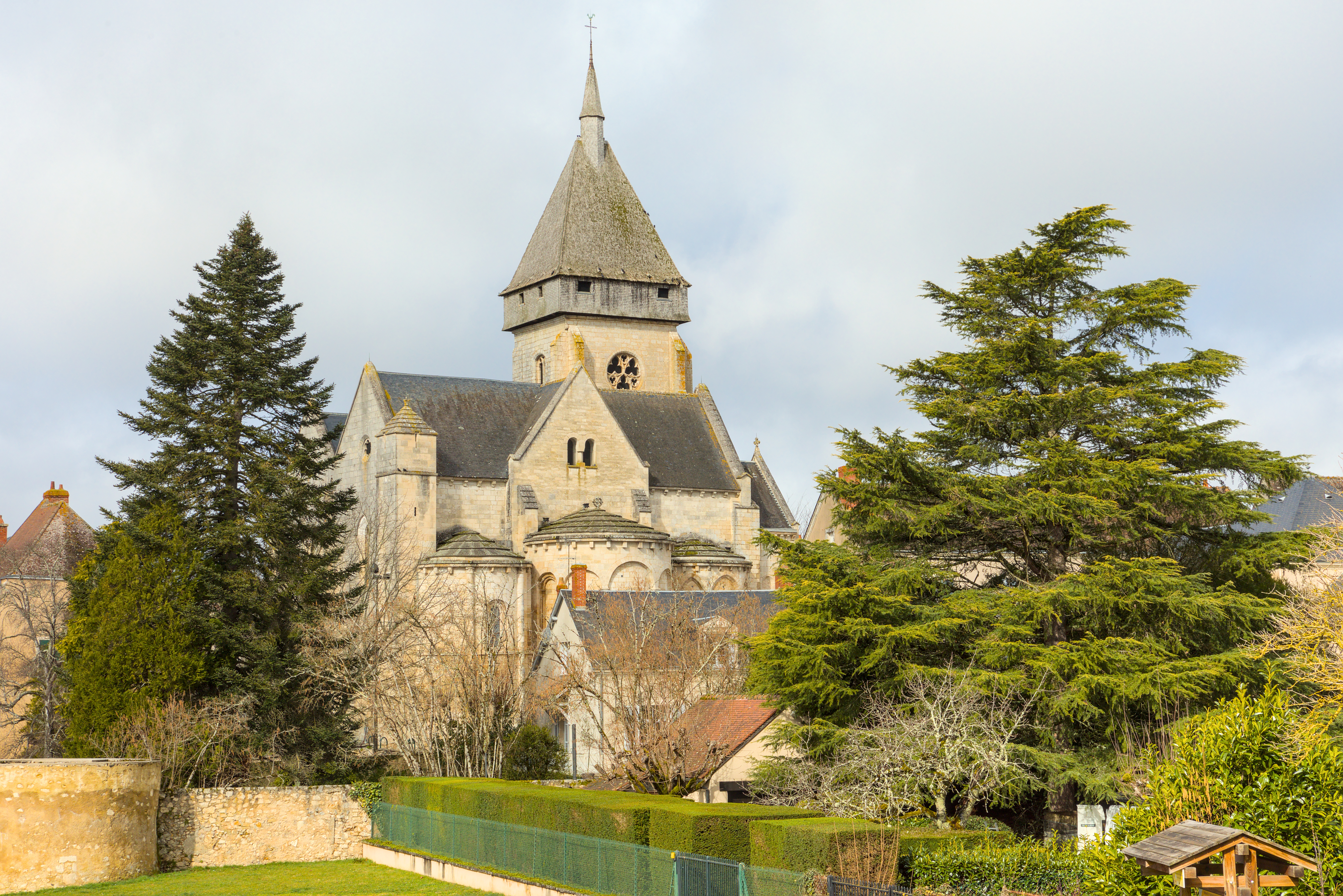
L'église Saint-Marcel vue depuis le site d'Argentomagus en 2025.

### Lieux et monuments
- Église Saint-Marcel, classée au titre des monuments historiques en 1875.
- Monument aux morts
- Grotte de Saint-Marcel n° 1

#### Prieuré de Saint-Marin

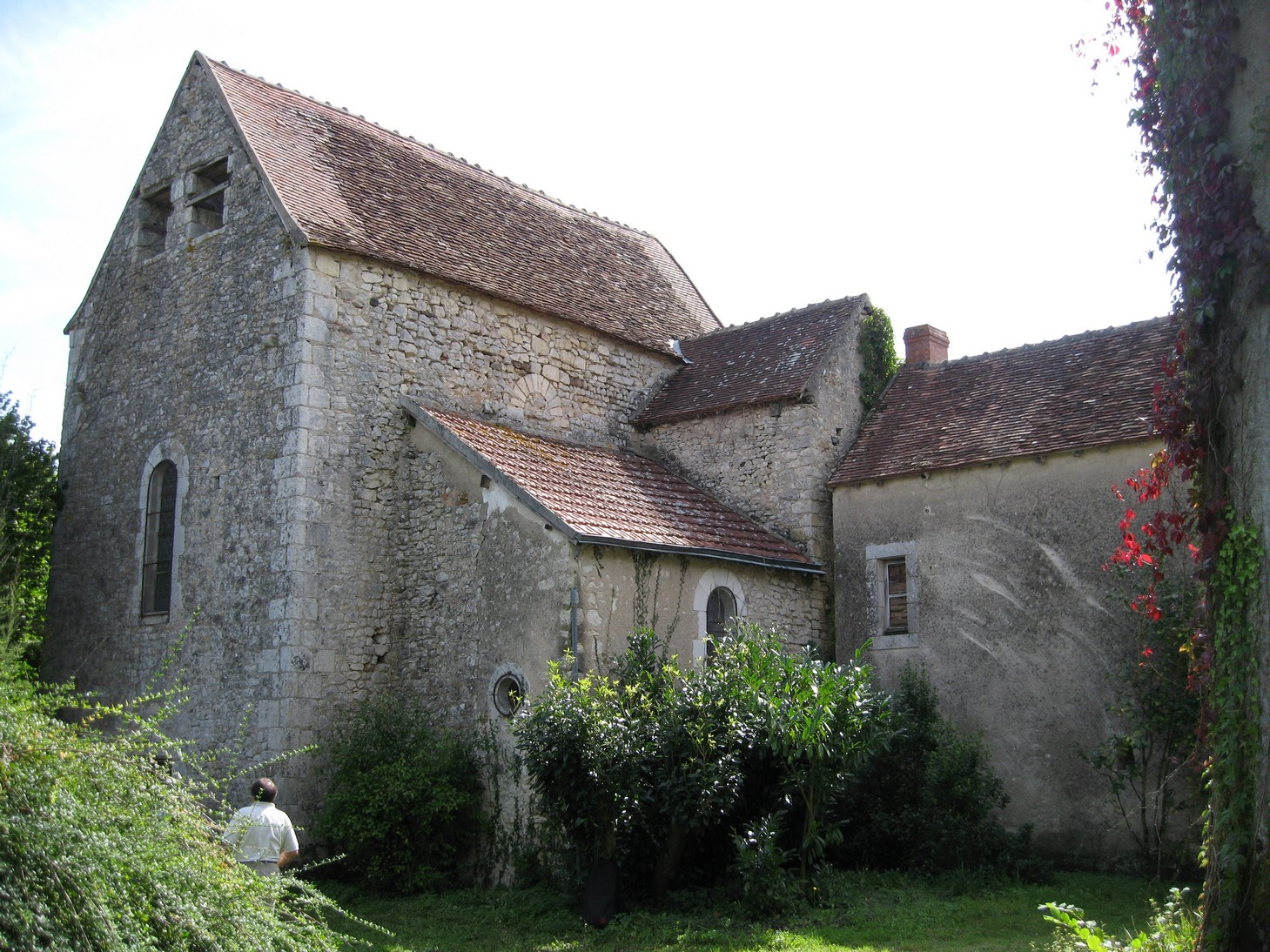
Le prieuré en 2010.

Le prieuré dont le corps de bâtiments subsiste sur la rive gauche de la Creuse fut fondé au XIIe siècle par un seigneur de Châteauroux, sous la protection de l’abbaye de Saint-Gildas. Il fut richement doté en rentes, dîmes, revenus de toute nature et obtint par un acte de 1216, la prérogative des droits de justice qui faisait du prieur de Saint-Marcel un seigneur féodal. De nombreux conflits éclatèrent entre le prieur et les seigneurs d’Argenton concernant « la liberté de Saint-Marcel » et ce différend fut réglé en 1216 par une charte. La Révolution mit fin à l’existence du prieuré qui fut vendu comme bien national.
La chapelle dédiée à saint Marin, édifiée au XIIe siècle sur la rive gauche de la Creuse, dépendait autrefois de l'abbaye bénédictine de Saint-Savin-sur-Gartempe (Vienne) et fut un lieu important de pèlerinage. Ce pèlerinage pittoresque qu’on appelait en Berry « le pèlerinage des Rechignoux » avait lieu le premier samedi du mois de septembre. On y amenaient les enfants qui pleurnichaient plus que de raison

#### Chapelle Saint-Vincent
Elle fut restaurée en 2002. Dédiée à saint Vincent, patron des vignerons, elle a été édifiée aux XVe et XVIe siècles. Le jour de la solennité de Saint Vincent, une procession défilait dans le village, précédée du clergé, lui-même suivi d’un grand nombre de propriétaires vignerons, de leurs familles et des autres paroissiens. Une grand-messe devait être acquittée ce jour-là. Cette tradition interrompue à la Révolution, a été reprise en 1802. Aujourd’hui, la vigne a pratiquement disparue des coteaux de Saint-Marcel.

#### Chapelle Saint-Marcel-et-Saint-Anasthase
Cette chapelle également restaurée en 2002 est située à l’entrée nord du village, au bord de la rue Saint-Jacques où passait autrefois, la voie romaine puis plus tard « Le grand chemin de Paris ». Cette chapelle a été édifiée au XVe siècle ou au XVIe siècle pour commémorer le saint patron du village. La rue Saint-Jacques aboutissait à la porte de Lorette, auprès du logis du même nom, porte qui fermait l’entrée aux voyageurs qui venaient d’Orléans et de Poitiers.

#### Ruines de la maison de Quintus Sergius Macrinus
D'après les estimations actuelles, l'agglomération d'Argentomagus comptait environ 3 000 à 4 000 habitants à la fin du premier siècle de notre ère (contre 1 600 habitants actuellement). Les ruines de la maison de Quintus Sergius Macrinus, furent découvertes lors de fouilles en 1970. La maison s'étendait au cœur de la ville sur une longueur de 32 mètres et une largeur de 20 mètres. La domus comportait au moins trois pièces dont l'une était chauffée par un hypocauste à pilettes. Les enduits peints, témoignent de la présence de peintures à l'intérieur de la maison. Parmi les quelques habitants de l'époque qui ont pu être identifiés (une vingtaine), l'on sait que Quintus Sergius Macrinus était un notable aisé qui avait offert la reconstruction d'un temple et qu'il était citoyen romain.

#### Théâtre romain

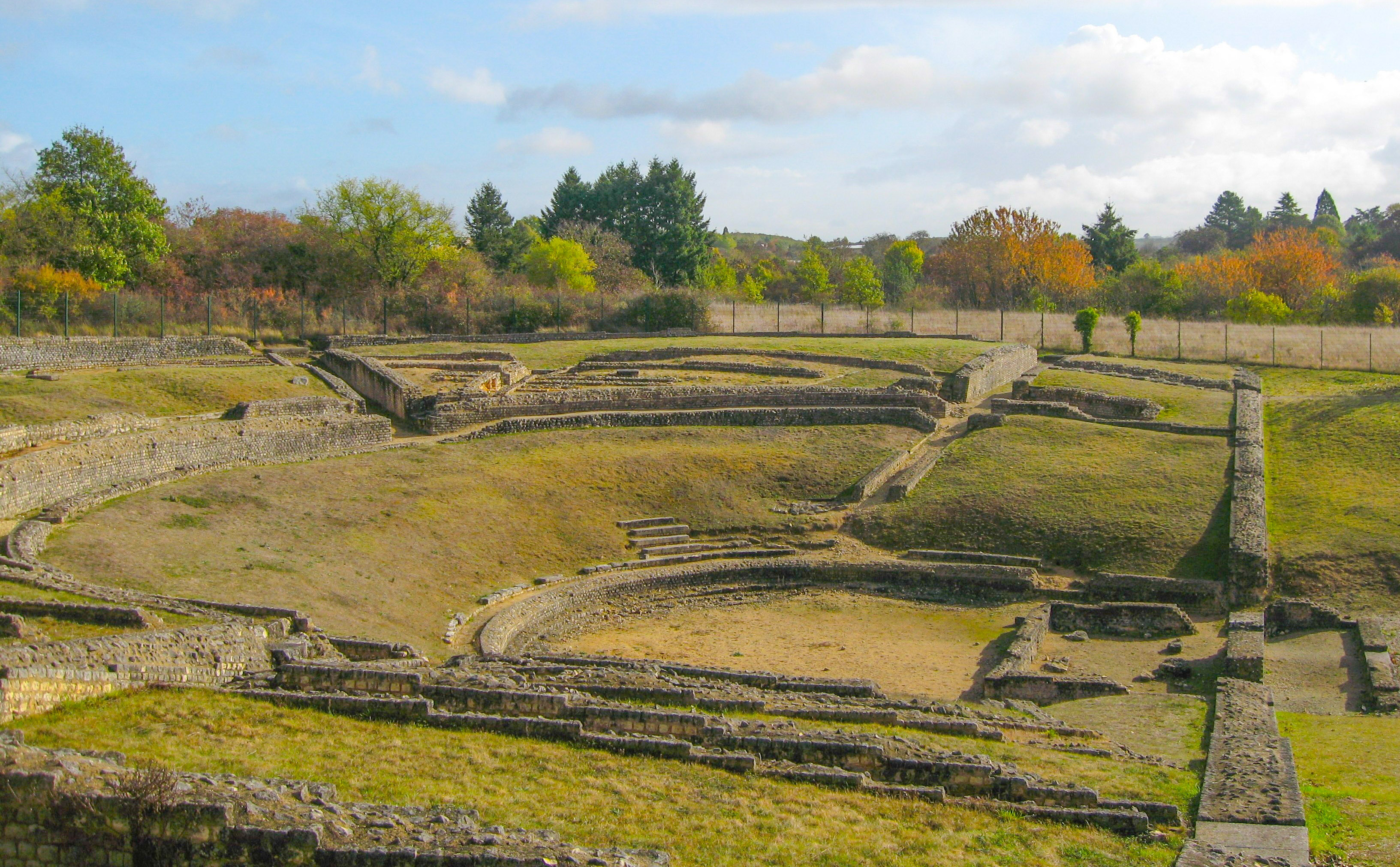
L'ancien théâtre en 2009.

Dès le milieu du Ier siècle, Argentomagus se dote d'un théâtre où sa population peut assister aux ludi scaenici, aux jeux scéniques. Au Ier siècle, c'est le ballet tragique de la pantomime et le rire du mime qui règnent sur les scènes romaines, ravissant le public et honorant les dieux. Car c'est toujours à l'occasion d'une fête religieuse que l'on se rassemble au théâtre et que le spectacle est donné. Ce patronage divin se manifeste à l'intérieur de l'édifice par la présence d'autels ou de statues et souvent à l'extérieur, par la construction d'un temple d'où le dieu contemple les jeux qui se déroulent sous ses yeux. En construisant un théâtre maçonné, Argentomagus affirmait sa primauté à l'intérieur du réseau des agglomérations secondaires Bituriges. Le premier théâtre correspond au moment où les notables gallo-romains passaient commande d'édifices en pierre à des architectes qui tentaient d'adapter les plans romains au budget des petites villes et aux besoins du public. La première version du monument ne présentait qu'un seul mur maçonné. À l'intérieur, des gradins en bois s'alignaient sur la pente naturelle du coteau. Trop petit, on construisit un second mur d'enceinte, ce qui permit de gagner en haut cinq gradins. C'est à la fin du Ier siècle que la ville équipa son théâtre de gradins en pierre.

#### Crypte de l'ancien Hôtel-Dieu

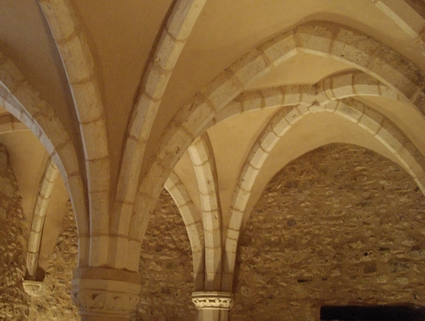
La crypte en 2009.

C'est à la suite d'un don fait par un certain Simon Valesthat, clerc à Saint-Marcel que sa mère fit construire cette maison dans son grand « Hospice » de Saint-Marcel. La charte précisait que dans cette salle, « seraient placés treize lits munis de draps et de couvertures suffisantes dans lesquels seront hospitalisés les pauvres passants, lesquels seront reçus jusqu'à guérison de leur maladie ». L'administration de cette Hôtel-Dieu était confiée aux cisterciens de l'abbaye Notre-Dame d'Aubignac, près de Saint-Sébastien dans la Marche (actuellement département de la Creuse). L'Hôtel-Dieu comprenait au premier étage, une grande salle avec une cheminée monumentale destinée à accueillir les treize lits et au sous-sol, une remarquable chapelle du XIVe siècle comprenant quatre croisées d'ogive partant d'un pilier central avec chapiteau orné et reposant sur les chapiteaux de trois piliers engagés et sur la représentation des quatre évangélistes, le lion pour saint Marc, le taureau pour saint Luc, L'aigle pour saint Jean (malheureusement brisé) et une tête d'homme pour saint Mathieu. Cette fondation fonctionnera durant trois siècles environ jusqu'à la location des lieux consentie en 1643.

#### Porte de Lorette
Cette porte existait déjà au XIVe siècle. Elle fermait l’accès de la ville à la route qui venait de Poitiers et surtout au grand chemin de Paris qu’empruntèrent durant des siècles, tous les voyageurs, soldats, pèlerins qui voulaient gagner le sud de la France. L’extrémité nord-ouest des fortifications était étroite, comprise entre la tour principale située à l’angle de la rue. Hors les murs et la seconde tour de l’auberge de Lorette d’où part encore le mur de ville en direction de la porte du prieuré à l’ouest. La porte jouxtait à sa droite le mur d’enceinte et à sa gauche, la grosse tour défendue par des canonnières. Elle comportait un pont-levis permettant le franchissement du large fossé sec. Derrière celui-ci, une lourde porte se fermait à l’aide d’une lourde barre en bois que l’on glissait dans un pilier en pierre. De cette porte, on accédait à la « Grand’rue ». Cette porte fut détruite en 1816 et à la même époque, la tour d’angle du logis de Lorette fut abattue. La tour de l’ouest ne fut démolie que vers 1875.

#### Musée d'Argentomagus

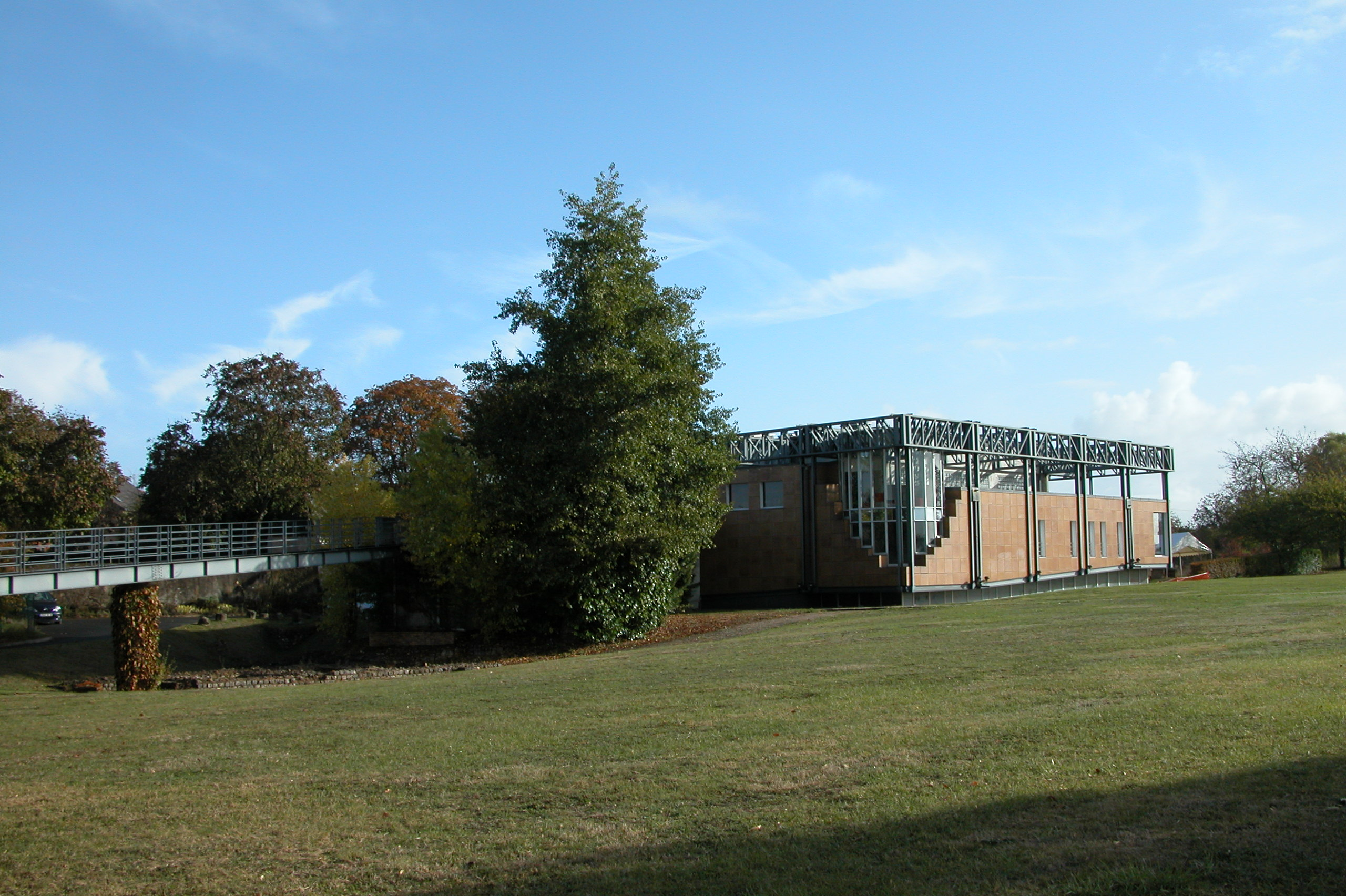
Le musée Argentomagus en 2009.

Argentomagus se situe à l'endroit où se situait la ville antique d'Argentomagus, ancienne plaque tournante du commerce en Gaule sous la domination romaine. Inauguré en 1990, le musée Argentomagus, directement implanté sur un quartier de la ville antique du même nom, a pour ambition de raconter l’histoire de l’homme dans la moyenne vallée de la Creuse. Bâtiment d'allure moderne, il permet au visiteur de suivre l'évolution des hommes ayant habité cette région, des temps préhistoriques jusqu'à l'époque gallo-romaine. Outre le musée lui-même, le visiteur peut visiter sur le plateau adjacent, le jardin romain et les vestiges de la ville gallo-romaine avec en particulier, la maison de Quintus Sergius Macrinus et la fontaine gallo-romaine.

#### Fontaine gallo-romaine

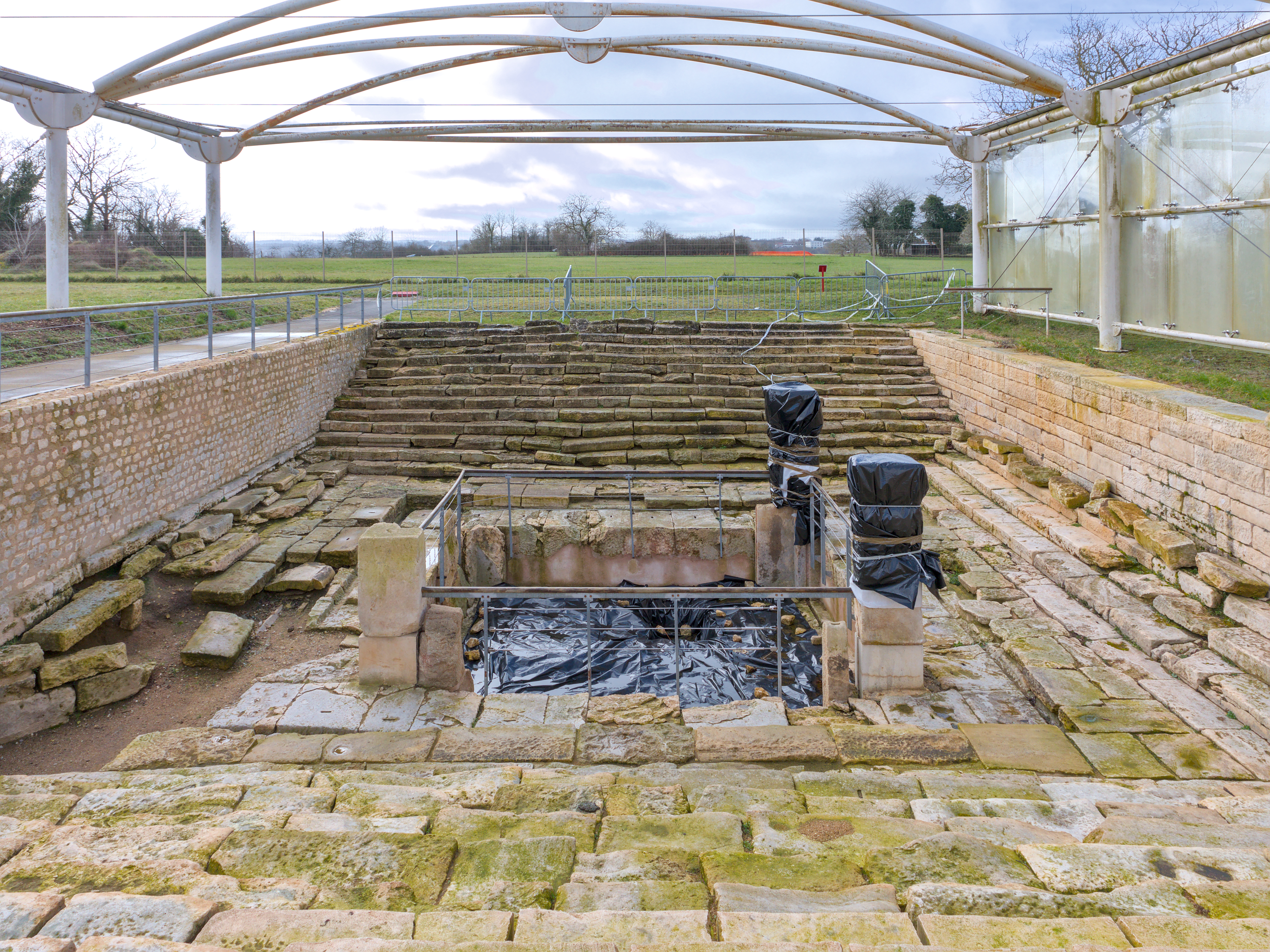
La fontaine en 2025.

La fontaine semble avoir été construite à la fin du Ier siècle. Elle était bordée à l’ouest par cinq boutiques parallèles, ouvertes sur un portique en pierre qui reliait ces boutiques à un entrepôt ou à un marché. Au nord s’étendait un quartier d’habitations. L’alimentation en eau était assurée par une canalisation en bois installée dans une galerie voûtée qui aboutit dans le mur situé à l’est de l’édifice. La fonction de cette fontaine demeure aujourd’hui encore incertaine.

#### Auberge Notre-Dame-de-Lorette
L’auberge était à côté de la porte, mais à l’intérieur des remparts. Très ancienne, probablement du XIIIe siècle, on y accédait après avoir franchi le pont-levis par le grand porche existant encore et près duquel se trouve une porte à accolade ornée d’un blason aux armes de France tenu par deux cordelières. Les écuries étaient dans la cour de l’auberge. Celle-ci était protégée de la ville par un mur qui bordait le large et profond fossé sec longeant le grand chemin de Paris. Près de la tour d’angle, pendait l’enseigne à l’image de Notre-Dame-de-Lorette. Par une porte moulurée, on entrait dans la vaste cuisine où des escaliers à vis conduisaient vers les chambres.